# Filone di Atene

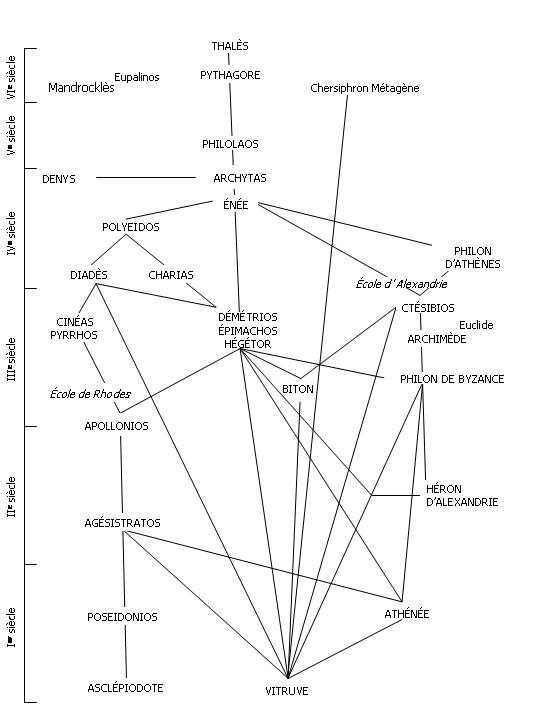
Principio di filiazione tra i tecnici della storia antica.

Filone di Atene (IV secolo a.C. – III secolo a.C.) è stato un ingegnere militare greco antico.

## Biografia
Secondo Marco Vitruvio Pollione, aveva operato nel tempio di Demetra e di Persefone ad Eleusi, dove aveva costruito il porticato. Scrisse un trattato sulle proporzioni dei templi, non giunto a noi e il cui unico riferimento è un cenno fatto nel lavoro di Vitruvio. Questo trattato è un fondamento storico per lo studio del concetto di modulo.
A lui si deve l'arsenale del Pireo distrutto nel I secolo da Lucio Cornelio Silla, e sul quale venne scritta un'opera di riferimento all'epoca di Vitruvio. Plutarco qualifica questo arsenale come un edificio unanimemente ammirato, di cui si conserva una descrizione registrata su una lastra di marmo.
Fu l'autore di un trattato di poliorcetica. I libri IV e V di Filone di Bisanzio sarebbero un adattamento o un riassunto. A sua volta, l'ateniese si era ispirato a Enea il Tattico, e aveva aggiunto elementi forniti all'arte militare dalle conquiste di Filippo II di Macedonia e da suo figlio Alessandro Magno.